# Roberto Segura
Pour les articles homonymes, voir Segura (homonymie).
Roberto Segura (né 14 février 1927 à Badalone et mort le 4 décembre 2008) est un dessinateur espagnol de bandes dessinées.